# Hofstenia atroviridis
Hofstenia atroviridis är en plattmaskart som beskrevs av Bock 1923. Hofstenia atroviridis ingår i släktet Hofstenia och familjen Hofsteniidae. Inga underarter finns listade i Catalogue of Life.